# Czesławice (przystanek kolejowy)
Czesławice – przystanek kolejowy w Czesławicach, w województwie lubelskim, w Polsce. Znajdują się tu 2 perony.
Przystanek został oddany do użytku w 1989 roku. 

## Ruch pasażerski[2]
| Rok  | Wymiana pasażerska na dobę |
| ---- | -------------------------- |
| 2017 | 0-9                        |
| 2018 | 0-9                        |
| 2019 | 0-9                        |
| 2020 | 0-9                        |
| 2021 | 0-9                        |
| 2022 | 0-9                        |
| 2023 | 10-19                      |